# 고미역 (기후현)
고미역(일본어: 神海駅)은 일본 기후현 모토스시에 위치한 다루미 철도 다루미 선의 철도역이다. 섬식 승강장 1면 2선의 구조를 갖춘 지상역이다.

## 이용 현황
| 연도 | 1일 평균 승하차 인원 |
| ---- | -------------------- |
| 2011 | 14                   |
| 2012 | 13                   |
| 2013 | 12                   |
| 2014 | 10                   |
| 2015 | 10                   |
| 2016 | 12                   |

## 역 주변
- 국도 제157호선

## 역사
- 1958년 4월 29일 : 일본국유철도 다루미 선 다니구미구치 ~ 당 역 간 개통과 동시에 미노코미역으로서 개업.
- 1974년 10월 1일 : 개업 당시부터 행해졌던 화물 취급 폐지.
- 1984년 10월 6일 : 국철 다루미 선이 다루미 철도로 전환. 역명을 고미역으로 전환.
- 1989년 3월 25일 : 당 역부터 다루미역까지 개통.

## 인접 역
| 다루미 철도 다루미 선    | 다루미 철도 다루미 선 | 다루미 철도 다루미 선 |
| ------------------------ | --------------------- | --------------------- |
| 다니구미구치 오가키 방면 | ■ 다루미 선           | 다카시나 다루미 방면  |